# Afonso Stuart
Afonso Stuart (Orã, 19 de agosto de 1895 – Rio de Janeiro, 08 de janeiro de 1990) foi um ator radicado brasileiro, tendo trabalhado ativamente em filmes e em teatro desde o início da década de 1920 até o final da década de 1970, mas já havia estreado em espetáculos circenses em 1905. Tio de Walter Stuart, provinha dalguma família circense de origem étnica plural e diversificada.

## Filmografia

### Cinema
| Ano  | Título                                        | Personagem        |
| ---- | --------------------------------------------- | ----------------- |
| 1935 | Alô, Alô, Brasil                              | —                 |
| 1944 | Corações Sem Piloto                           | Carvalhaes        |
| 1954 | Marujo Por Acaso                              | —                 |
| 1955 | Trabalhou Bem, Genival                        | Comendador Lemos  |
| 1955 | Sinfonia Carioca                              | Comendador        |
| 1955 | Leonora dos Sete Mares                        | —                 |
| 1955 | O Golpe                                       | —                 |
| 1956 | Colégio de Brotos                             | Herculano         |
| 1956 | Genival É De Morte                            | —                 |
| 1956 | Papai Fanfarrão                               | Padrinho          |
| 1958 | Alegria de Viver                              | Dr. Pires         |
| 1958 | Maria 38                                      | Gustavo           |
| 1959 | Meus Amores no Rio                            | —                 |
| 1959 | Esse Milhão É Meu                             | Janjão            |
| 1960 | Titio Não é Sopa                              | Amaro             |
| 1960 | Amor para Três                                | Atílio            |
| 1960 | Matemática Zero, Amor Dez                     | —                 |
| 1968 | A Espiã Que Entrou em Fria                    | Professor Plácido |
| 1969 | Brasil Ano 2000                               | Prefeito          |
| 1970 | Os Herdeiros                                  | Primo de Almeida  |
| 1970 | Memórias de um Gigolô                         | Gumercindo        |
| 1970 | Uma Garota em Maus Lençóis                    | Leonardo          |
| 1970 | Pais Quadrados... Filhos Avançados            | Antônio           |
| 1971 | Como Ganhar na Loteria sem Perder a Esportiva | Ananias           |
| 1977 | Essa Freira É Uma Parada                      | Padre Jeremias    |

### Televisão
| Ano  | Título             | Personagem  | Notas                                  |
| ---- | ------------------ | ----------- | -------------------------------------- |
| 1953 | Grande Teatro Tupi | —           | Episódio: "Costela de Adão"            |
| 1955 | Grande Teatro Tupi | Mr. Burgess | Episódio: "Cândida"                    |
| 1977 | O Astro            | Ramón       |                                        |
| 1977 | Caso Especial      | Gervásio    | Episódio: "A Ordem Natural das Coisas" |

## No teatro[9]
- A Verdade Ao Meio Dia (1929)
- De Papo Pro Ar (1931)
- A Descoberta da América (1932)
- Miss Dolly (1933)
- Tudo Pelo Brasil! (1933)
- Senhora (1933)
- Trampolim do Diabo (1936)
- A Menina de Ouro (1937)
- Qual dos Três (1937)
- Beco Sem Saída (1937)
- Tem Marmelada (1939-1940)
- Eu, Tu e Ele! (1940)
- Feia (1940)
- Fim de Festa (1940)
- Levadinha da Breca (1940)
- O Carneiro do Batalhão (1940)
- O Garçom do Casamento (1940)
- O Maluco No. 4 (1940)
- Querida! (1940)
- Sol de Primavera (1941)
- Casei-me com um Anjo (1941)
- Chuvas de Verão (1941)
- Uma Dupla do Outro Mundo (1941)
- Maria Fumaça (1943)
- Apartamento Sem Luvas (1949)
- Os Gregos Eram Assim... (1949)
- Maria-João (1950)
- Ai, Tereza! (1950)
- A Mancha (1952)
- O Freguês da Madrugada (1952)
- Larga Meu Homem (1953)
- Quem Comeu Foi Pai Adão (1957)
- Cupim (1958)
- Mulher, Só Daquele Jeito (1959)
- Vai, Que É Mole (1959-1960)
- Um Carioca no Harém (1960)
- O Diabo Que a Carregue... Lá pra Casa (1961)
- Vai com Jeito e Mete o Peito (1963)
- Onde Canta o Sabiá (1966)
- Elas Levam Tudo (1968)
- De Olho na Amélia (1969)
- A Celestina (1969)
- O Dia em que Raptaram o Papa (1972)
- Festa de Aniversário (1973)
- O Amante de Madame Vidal (1973)
- Padre à Italiana (1975-1977)